# Volta Mantovana
Volta Mantovana (lombardul: Ólta) település Olaszországban, Lombardia régióban, Mantova megyében. Lakosainak száma 7220 fő (2023. január 1.). Volta Mantovana Guidizzolo, Goito, Monzambano, Valeggio sul Mincio, Cavriana és Marmirolo községekkel határos.

## Népesség
A település lakossága az elmúlt években az alábbi módon változott:
| Lakosok száma | 7352 | 7339 | 7220 |
|               | 2017 | 2018 | 2023 |